# Fonda Susilla
Fonda Susilla es una comedia de situación o sitcom producida por Once TV México (Canal de televisión del Instituto Politécnico Nacional), y Bravo Films que empezó a transmitirse en abril del 2006. Narra las vivencias y aventuras de una familia y la fonda en la que viven y trabajan. La serie está situada en la Ciudad de México, particularmente en la Colonia Roma.
Fonda Susilla es una comedia de situación que se desarrolla en la fonda propiedad de la familia Susilla y que, a través del humor, rescata lo positivo de la familia. 
Florencio, el padre de los Susilla, quedó viudo un año antes del comienzo de la serie. En lugar de vender la fonda de la colonia Roma de la cual eran dueños Sumatra, su finada esposa, y él, decide quedarse con el negocio y atenderlo él mismo, tanto por motivos sentimentales como por estar cerca de sus cinco hijos: Italia, Alemania, Hipódromo, Condesa y Marbella.
Como la Fonda Susilla se encuentra en un local conectado a su casa, los cinco hijos llegan siempre a ese espacio después de la escuela, ahí comen y ayudan en los trabajos necesarios, además de hacer también sus tareas e invitar amigos, por lo que la fonda se convierte en su primer hogar y en la esfera de múltiples interacciones. 
El tema principal de la serie es el amor: el amor hoy, en todas sus categorías y acepciones, visto a través de los ojos de las diferentes edades y sexos de los protagonistas. En Fonda Susilla se entiende a la familia como un espacio nutriente de experiencias y se conceptualiza el amor como fundamento de vínculos esenciales en la vida de cualquier persona.
Cabe destacar, asimismo, que en Fonda Susilla las situaciones giran en torno a un humor blanco que no se basa en chistes sexistas ni utiliza preferencias sexuales, etnias, clases sociales, nacionalidades ni discapacidades como fuente de diversión. El humor fino que aquí se desarrolla, generado a partir de la personalidad de los protagonistas, es un auténtico aliento renovado frente a los programas de humor ya trillados de la televisión mexicana. 
En suma: Fonda Susilla es una comedia de situaciones o sitcom –uno de los géneros menos explotados en México, que reúne frescura, creatividad, talento y entretenimiento de calidad.

## Historia
La serie comienza cuando Florencio Susilla , que recientemente ha enviudado, decide continuar, alentado por sus hijos con el negocio familiar que tenía con su esposa Sumatra: Una fonda. 
Debido a que Florencio simplemente administraba la fonda y Sumatra era quien cocinaba decide contratar a una cocinera. La seleccionada para esto fue Carmela, una oaxaqueña que cocinaba para una familia de diplomáticos y por la cual Florencio se siente inmediatamente atraído.

## Personajes
Diego Jáuregui (Florencio Susilla).
Karina Gidi (Carmela).
Mariannela Cataño (Italia Susilla).
Valeria Bazúa (Alemania Susilla).
Andrea Arámburo (Condesa Susilla).
Fernando del Paso (Hipódromo Susilla, chico).
Erich Harrsch (Hipódromo Susilla, grande).
Tania Álvarez (Marbella Susilla).
Idzi Dutkiewicz (Sputnik).
Gastón Yañez (nuevo Sputnik).
Izmir Gallardo (Enrique).
Actores invitados:
Maripaz Mata (Cuca).
Magda Vizcaíno (Cata).
Julieta Ortíz (Charito). 
Iván Arriaga (Tino). 
Tatiana Suárez (Angélica).
Enrique Arreola (Moncho).
Roberto Ortega (músico).
Luis Granados (dueño del Tazón D´Pasta). 
Sergio González (el Ché).
Rafael Pimentel (Capitán Menchaca).

## Personajes principales

### Florencio Susilla
Las historias de Fonda Susilla se suceden alrededor de Florencio, hombre de 42 años, inmaduro y protector, cuyo objetivo en la vida es sacar adelante a sus cinco hijos, a cada cual más dispar. Desde coser disfraces para la pequeña y asistir a sus festejos escolares, hasta orientar a una que se quiere poner un clavo en la nariz, otro que ve apariciones de la virgen en las tortillas y otra que pega mensajes anticapitalistas en las canastas del pan. Todo ello debatiéndose cotidianamente con su propia inmadurez, y aprendiendo de la vida casi al mismo tiempo que sus hijos. Sobre el amor, piensa que un día llega alguien que te lee como un libro, no pide nada y todo da. Ese amor está en los ojos de sus hijos, y lo lleva debajo de la piel. 
Florencio no se llama así, usa el nombre por motivos románticos: una noche lluviosa, después de perder todos sus ahorros en una quiniela, llegó hecho polvo al café Sumatra de la calle Florencia. Ahí probó un caldo Tlalpeño que le devolvió la vida de tal forma que quiso agradecer personalmente al cocinero. Resultó ser una amorosa artesana de la cocina, y con la cual se casó. De ahí los nombres con los que ambos se rebautizaron. Este sentimentalismo geográfico se extendió a sus hijos: todos llevan los nombres de los lugares donde fueron concebidos. Lo que ahora solo Florencio sabe es que los nombres internacionales no son de países ni de ciudades, sino de locales de apuesta o de paso, bien internados en la ciudad. 
Florencio es un hombre simple, no se complica demasiado la vida, siempre y cuando no se la compliquen los demás. Pero cuando siente que ya no puede pide consejo a la foto de Sumatra que, sin hablar, casi siempre le dice lo que debe hacer. Eso si no está viendo a Carmela, por la cual se sienta atraído y la cual le causa muchos sentimientos encontrados.

### Italia Susilla
Italia es una mujer hermosa, obsesiva y emprendedora, práctica, cuadrada y terca como mula. Tiene 20 años y hace tres semestres entró a la universidad para estudiar administración de empresas. Desde entonces, no hay práctica de las que aprende en la escuela que no implemente en la fonda: pirámide organizacional, calidad total, estrategias de marketing, control absoluto de cada función y cada cebolla. Lo malo es que estrategia que implementa, estrategia en la que fracasa.
A Italia le gusta el dinero, sobre todo generarlo. No fijaría la vista en un hombre que no lo tuviera y no por afán de que la mantenga, sino porque se concibe como pareja de un hombre de éxito. Por eso lleva tres años de novia con Ricky, un joven consultor de empresas tan adicto al trabajo como ñoño, al que Italia le saca una cabeza, literal y metafóricamente. Está perdidamente enamorado de ella y cruzaría el Atlántico a nado si ella se lo pidiera. Pero Italia no está enamorada. Su sentido práctico le indica que la pasión importa poco y estropea las relaciones. Para ella el amor es, al exterior, un juego de toma y da donde se pierde o se gana, y hay que ser el negociante más listo para sobrevivir. Al interior, es un océano inagotable (con pavor a desbordarse). 
Pese a su materialismo exacerbado, tiene debilidad por los animales maltratados. Recoge perros y gatos moribundos y los cura ella misma, luego los deja en una casa de adopción, porque en la fonda son poco higiénicos. Cada vez que esto ocurre, su hermanita Marbella rompe en llantos desconsolados, y su hermana Alemania repite que Italia quiere más a los animales que a los humanos. Pero esto no es verdad. Pese a su carácter hosco, Italia quiere tiernamente a su padre y a todos sus hermanos, y si fuera necesario, se sacaría un ojo por ellos: su afán controlador no es más que su extraño modo de demostrarlo. Sus ideas hacia el amor pueden cambiar debido a Sputnik un ruso que muchas veces está dispuesto a descubrir el amor detrás de esa frialdad.

### Alemania Susilla
Crítica y revolucionaria, es la más apasionada de la fonda y sus alrededores. Desea cambiar el mundo, para lo cual está suscrita a cuanta organización ecologista, feminista y altruista existe. Forma parte de una sociedad clandestina de complot y sabotaje al sistema, aunque los integrantes jamás usarían la violencia, porque son pacifistas. Sin embargo, a Florencio no deja de preocuparle que se la pase metida en manifestaciones (que ella organiza), o cortando el agua de la fonda en plena hora de clientela, pasando silenciosamente entre las mesas con un letrero que reza "así vas a sentir cuando de veras se acabe". 
En la organización de Alemania hay un miembro que no usa rastas ni gorro hasta las orejas como el común. Se hace llamar el Che, es un poco mayor y además de guapo, para ella es algo así como la reencarnación del que se apellidaba Guevara. Ellos sostienen una relación free desde hace tiempo. Pero no solo no sale con otro, sino que no los mira.
Alemania siempre tiene argumentos para todo. Aunque tampoco alecciona gratis. Va más bien en su rollo y no se mete con nadie a menos que sea indispensable. Los poetas y pensadores alemanes son sus favoritos, empezando por Karl Marx y siguiendo con Nietzsche y Freud. Cualquiera se sorprendería al descubrir todo lo que sabe a sus 17 años. Pero todo se lo guarda. Si algo detesta es la gente que adoctrina y presume lo que sabe. 
Coherente con su filosofía, todo lo que Alemania lleva puesto lo adquiere en bazares de segunda mano y mercados de pulgas. Aunque a veces no resiste la tentación de verse bonita y usurpa una blusa de sus hermanas cuando no se la verán puesta.

### Hipódromo Susilla
A él lo que le fascina es la mística: estigmatizaciones, sanaciones, apariciones; las inauditas biografías de los santos le son más divertidas que cualquier libro de ciencia ficción. Tiene 14 años y es hermano gemelo de Condesa. Es un tipo pacífico de una lealtad impresionante, que se solidariza con cualquier causa que lo requiera, lo que suele meterlo en problemas con sus hermanas: es difícil ser leal a todas a la vez. Es el primer y más aguerrido fan del grupo de su hermana Alemania. 
Como la mayoría a su edad, está enganchado a la red mundial, lo cual satisface sus tres pasiones: juegos, mujeres con poca ropa o sin ella, y sobre todo, milagros, fenómenos místicos y vidas de santos. Criado en el catolicismo, ni él ni sus hermanas son practicantes. Sin embargo, como buscador desesperado de milagros, Hipódromo adopta la ideología de cada tendencia que descubre. Y cuando le da por santos y beatitud, los remansos de la culpa no se harán esperar. Sobre todo en lo concerniente a la carne…

### Condesa Susilla
Un extraterrestre no podría ser más distinto que Condesa de su hermano gemelo. Ella nació solo un minuto después que Hipódromo, pero no parece. Pese a ser tan distintos, Condesa y su gemelo Hipódromo son una orquesta telepática cuando se trata de síntomas físicos, situaciones de peligro o emociones muy fuertes. Es indiscreta, imprudente y una experta en el arte de manipular y causar conmiseración; siempre se sale con la suya. Le fascina molestar, y su blanco favorito es Enrique, el mesero.
Condesa es una romántica empedernida, en el sentido más rosa del término. Se pasa la vida escribiendo cartitas retacadas de corazones y calcomanías multicolor para novios imaginarios, que al final siempre son el mismo: su príncipe. Y su príncipe es literal. Está enterada del árbol genealógico y todos los avatares de la realeza mundial. Su mayor deseo es casarse con un conde, tener hijos y ser felices para siempre. 
Vive en un perpetuo despiste, tal vez porque el 90 por ciento de su atención y retentiva están puestas en sus fantasías. Es sumamente crédula y sugestionable y sus hermanos se aprovechan de ello más seguido de lo que a Florencio le gustaría. Sin embargo, suele ser más astuta que los cuatro juntos. Aunque quiere a todos sus hermanos, Marbella es su debilidad y todavía puede pasarse una tarde entera jugando a las muñecas claro, que se casan con el príncipe. 
Se moriría si su padre se enterara de que fuma a escondidas.

### Marbella Susilla
Pese a ser la persona más centrada emocionalmente de toda la fonda, no es nada parecido a una adulta en un cuerpo de ocho años. Perfectamente metida en su edad, es lista, extrovertida, traviesa, curiosa y metiche hasta sacar canas verdes. Es fantasiosa, pero quienes son capaces de viajarse un poco con ella, como Carmela y Alemania, de pronto se llevan sorpresas. Le gustan los juegos de rol, como yo soy la maestra y tú te callas. Las ferias la enloquecen y se mide diario en la pared rogando haber amanecido con la estatura mínima para subirse a una montaña rusa. 
Extraña a su mamá. Lo maneja bastante bien pero el tema de la muerte la tiene cansada. No deja de hacer preguntas al respecto, y entre las tendencias fanáticas, agnósticas y ateas que circundan a su alrededor, anda muy confundida. Pero al rato siempre hay algo más divertido que la distrae. Con lo que sí se desespera de pronto es con lo ineptos que son todos frente a cosas que su mamá hacía con la mano en la cintura, como una maqueta de los alimentos, un disfraz de pato o una canción en la noche. 
Idolatra a su papá. Su juego favorito es que se despeine las cejas y la persiga por toda la fonda haciendo como ogro, cosa a la que Florencio casi siempre se niega, y que Marbella no para hasta conseguir. No tiene ningún interés en que alguien sustituya a su mamá. Es más, puede ser despiadada con cualquier señora que adivine coqueteándole a Florencio. 
Es aficionada a los bichos, de todo tamaño y naturaleza. Su mascota es un cangrejo llamado José Luis, y aunque lo quiere mucho, su sueño es tener un perro o un gato. Marbella come de todo, para enorme placer de Carmela. No le tiene miedo a nada, excepto a que se muera su papá.

### Carmela
Carmela sabe inglés, mastica palabras en francés y cocina caracoles y creme brulé. Adoptada desde muy joven como la cocinera de una familia de diplomáticos, vivió en varias ciudades del mundo. Volvió a su país natal y buscó un trabajo sencillo porque "a cada rato le secuestraban a los patrones". No todo el mundo se cree esta historia, pero de vez en cuando los deja a todos estupefactos con un dato concreto sobre la pintura tal o el obelisco de alguna parte. 
Oriunda de Putla, Oaxaca, Carmela cocina como los dioses y parece una. De insinuantes formas y facciones exóticas, es de las que levantan oleadas de chiflidos al pasar junto a una construcción. Tiene 38 años, doce hermanos, y un hijo de 19, Carmelo Primitivo de Jesús, que trabaja de ayudante de chef en San Antonio y gana más que Florencio. 
Es una mujer libre de pensamiento y estigmas sociales, tolerante, de pocas palabras. No se hace bolas con nada. Es fuerte, firme y determinada. Tiene la sabiduría de quien ha vivido mucho y sabe que pocas cosas ameritan un dolor de cabeza. Es dulce, de risa fácil, y tiene un humor negro a flor de piel. Sabe dar un consejo oportuno, casi siempre con alusiones a la comida. Solo hay una cosa que la saca de sus casillas: la gente que hace dietas.
Carmela se enamoró de Florencio desde que lo vio. Sin embargo, sabe que él sigue en duelo por su esposa y prefiere ahorrarse el zafarrancho que se armaría con Marbella e Italia, quien se la pasa buscando motivos para correrla, sin resultado. Y es que haberle permitido ocupar el lugar de Sumatra en la cocina proviniendo de Oaxaca (lugar originario del queso que la asfixió) fue el primer indicio de que para Florencio no era una cocinera cualquiera. Pero pésele a quien le pese es tal vez la segunda madre de los Susilla pues es capaz de seguirle el paso a Marbella, apaciguar a Hipódromo, cursilear con Condesa, aliarse con Alemania, poner en su lugar a Italia con su humor y sarcasmo y sacarle canas verdes a Florencio quien casi siempre se lo busca.

### Enrique
Tiene un sueño: convertirse en protagonista de un musical. Enrique canta, baila y actúa en la mismísima fonda, cosa que divierte a los Susilla e incomoda profundamente a Florencio, sobre todo cuando le tira la sopa encima a algún cliente.
Tiene 22 años y es tan sonriente, optimista y jovial que a veces desespera. Se toma literalmente cualquier cosa que se le dice. Mira la vida como un dechado de posibilidades infinitas. Cada vez que lo rechazan de un casting (es decir, siempre) encuentra un sentido enriquecedor. Por más experimentos que las hermanas Susilla implementan para sacarlo de sus casillas, no lo consiguen. 
Enrique está perdido y locamente enamorado de Alemania. Es éste el único aspecto de su vida en el que traiciona su transparencia y sinceridad. Hipódromo ha encontrado en él a un buen compinche. Enrique no lo cuestiona y se contagia fácilmente de sus fervores místicos. Italia le impone tanto que la trata de usted (a veces, sin querer, hasta de "señor"). 
Enrique quiere a todo el mundo pero con Sputnik siente ambivalencia. Entre otras cosas porque está seguro de que Alemania y él se gustan. Sin embargo, no deja de perseguirlo para que le haga pruebas de actuación. Por más que Sputnik le recuerda que lo suyo son los documentales, Enrique está convencido de que el ruso lo puede lanzar a la fama.

### Vladimir Ivanovich Sputnik
Se trata de un documentalista de 28 años, neurótico, obsesivo y con pretensiones intelectuales que tiene a las féminas Susilla en un permanente suspiro de amor, aunque las únicas que lo manifiestan abiertamente son Condesa y Marbella.
Entre Italia y Sputnik hay una clara atracción, pero ella lucha por neutralizar sus ímpetus: el ruso nunca tiene un centavo, lo que rompe con el primer requisito para merecerla. Además, son tan parecidos que chocan constantemente. Alemania, por su parte, sostiene con él una eterna pugna intelectual. Sputnik afirma que el comunismo está más pasado de moda que las hombreras y que Tolstoi le da cuarenta vueltas a Goethe, y Alemania le tiraría el guisado encima si pudiera por engreído y petulante.
Su razón de ser en la fonda es su tesis: un documental sobre el amor en una familia mexicana. Italia convenció a su familia de aceptar la propuesta a cambio de un contrato de regalías por la venta y exhibición internacional, ¿Qué tal que resulta tan exitoso como Michael Moore? La familia ha aprendido a confiar en la cámara de Sputnik: lejos de retraerse ante ella, se exulta, desahoga y hasta se confiesa. Gracias también a su personalidad racional, impasible y de completo misterio (hasta su atracción por Italia la maneja de forma bastante velada), y sin embargo cercana y cálida a la vez, Sputnik se vuelve una especie de confidente para todos, incluso para Carmela.

### Sumatra Susilla
Finada hace un año, está presente en palabra, referencia, y sobre todo en retrato. Dejó la cocina para criar a sus hijos y años después encontró en su fonda, además de la realización de un anhelo, la posibilidad de trabajar y estar con ellos. Sumatra era una mujer grande de tamaño, carácter y corazón. Pese a haber sido chapada a la antigua al igual que Florencio, era más liberal que él para muchas cosas, lo que hoy hace regular entre sus hijos la frase de "mi mamá sí me hubiera dejado". 
Una mujer tan ejemplar no es fácil de olvidar, y esto es algo contra lo que Florencio y sus hijos luchan cada vez que asoman a la cocina. 
Su muerte a los 40 años fue surrealista: se asfixió con un trozo rebelde de queso Oaxaca. Esto ha dejado un trauma en Florencio: no solo tiene prohibidas las quesadillas en el local (cada vez que un comensal pide una se hace un silencio mortuorio, aunque Carmela se las prepara a los hijos Susilla clandestinamente), sino que la sola visión de un peinado que le recuerde dicho queso lo hace crispar y apretar los puños.

## Episodios
Los episodios comprendidos entre el uno y el veintidós fueron emitidos en 2005, el resto en el año siguiente.
1. Menú ejecutivo
2. Un platón bien servido
3. El primer amor
4. La guerra de los XV años
5. Cosas de grandes
6. La maldición de Putla
7. Los cangrejos también lloran
8. ¿Adónde fueron los rojos?
9. Los fabulosos gemelos proféticos
10. Shashlik en salsa borracha
11. Mi moscovita favorito
12. Fiebre de sábado matrimonial
13. El ataque del capitán Menchaca
14. Si Carmelita se fuera con otro...
15. Viva la resistencia
16. Una rata en la cocina
17. Delfín del mundo
18. Desayuno continental
19. Agente Cero Cero
20. Primi, mi amor
21. Amor clandestino
22. La ocupación de la Fonda Susilla
23. La receta secreta
24. Los derechos de los zurdos
25. De rusos, piratas y Bambi
26. I love miss Putla